# Taenia multiceps
 (septembre 2007).
Si vous disposez d'ouvrages ou d'articles de référence ou si vous connaissez des sites web de qualité traitant du thème abordé ici, merci de compléter l'article en donnant les références utiles à sa vérifiabilité et en les liant à la section « Notes et références ».
Espèce
Taenia multiceps (Ténia multiceps en français) est une espèce de parasites de la famille des Taeniidae qui infecte l'intestin grêle du Chien et d'autres canidés. Sa larve, le cénure (ou cœnure), se développe dans l'encéphale du Mouton, entraînant l'une des formes de tournis (la forme la plus connue de tournis étant provoquée par un prion), et, exceptionnellement dans celui de l'Humain déterminant alors la cénurose cérébrale (nom provenant de celui de la larve).

## Répartition géographique et importance
Peu répandu, Taenia multiceps se rencontre dans les zones d'élevage du mouton. Redoutable par sa localisation et le pronostic très sombre qu'elle entraîne, la parasitose humaine reste tout à fait exceptionnelle.

## Liste des sous-espèces
Selon NCBI (7 novembre 2020) :
- sous-espèce Taenia multiceps gaigeri (Hall, 1916)

## Morphologie
L'adulte, relativement court, mesure de 50 à 100 cm ; la larve, ovoïde, atteint en moyenne la taille d'un œuf de poule.

## Biologie
Le Mouton - et l'Humain - s'infectent en ingérant les embryophores disséminés par le chien. L'embryon exacanthe ne peut évoluer, chez l'un comme chez l'autre, qu'une fois atteint le tissu cérébral, par la circulation sanguine ; là, il se transforme en larve vésiculeuse, le "cénure", qui bourgeonne directement à sa face interne un certain nombre de scolex, la multiplication larvaire étant d'ordre 1 (1 embryophore donne n scolex). Le chien se contamine en mangeant les cervelles, rejetées, des moutons morts du tournis.
Chez la Chèvre, hôte secondaire possible aussi, le cénure peut infecter plusieurs sortes de tissus.

## Clinique humaine

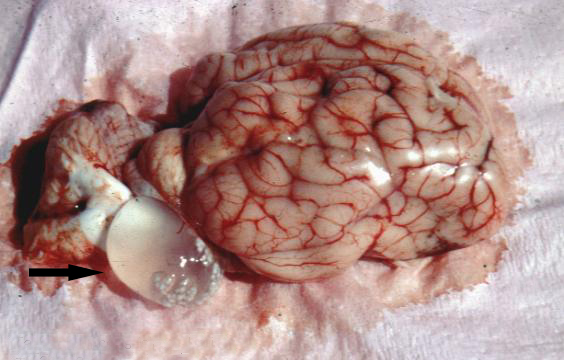
Infection d’une cervelle de mouton par une cénure (stade larvaire de Taenia multiceps).

Le cénure jouant le rôle de corps étranger intracérébral progressivement expansif, la cénurose a un tableau de tumeur intra-crânienne, variable selon la localisation du parasite. L'évolution habituelle se fait vers le coma et la mort.

## Diagnostic chez l'Humain
En pratique, le diagnostic de certitude ne sera obtenu que très tardivement, soit lors de l'opération (diagnostic per-opératoire) soit après le décès du malade (diagnostic de nécropsie).

## Traitement chez l'Humain
Le traitement repose uniquement sur la chirurgie intra-crânienne dont on connaît les limites.
Notons de plus que quelques autres ténias du genre multiceps ont des larves évoluant normalement chez le Lapin et le Lièvre et qui peuvent, très exceptionnellement, déterminer chez l'Humain une cénurose sous-cutanée bénigne.